# Atteva charopis
Atteva charopis là một loài bướm đêm thuộc họ Yponomeutidae. Nó được tìm thấy ở Úc.